# Jüdischer Friedhof (Gladbeck)

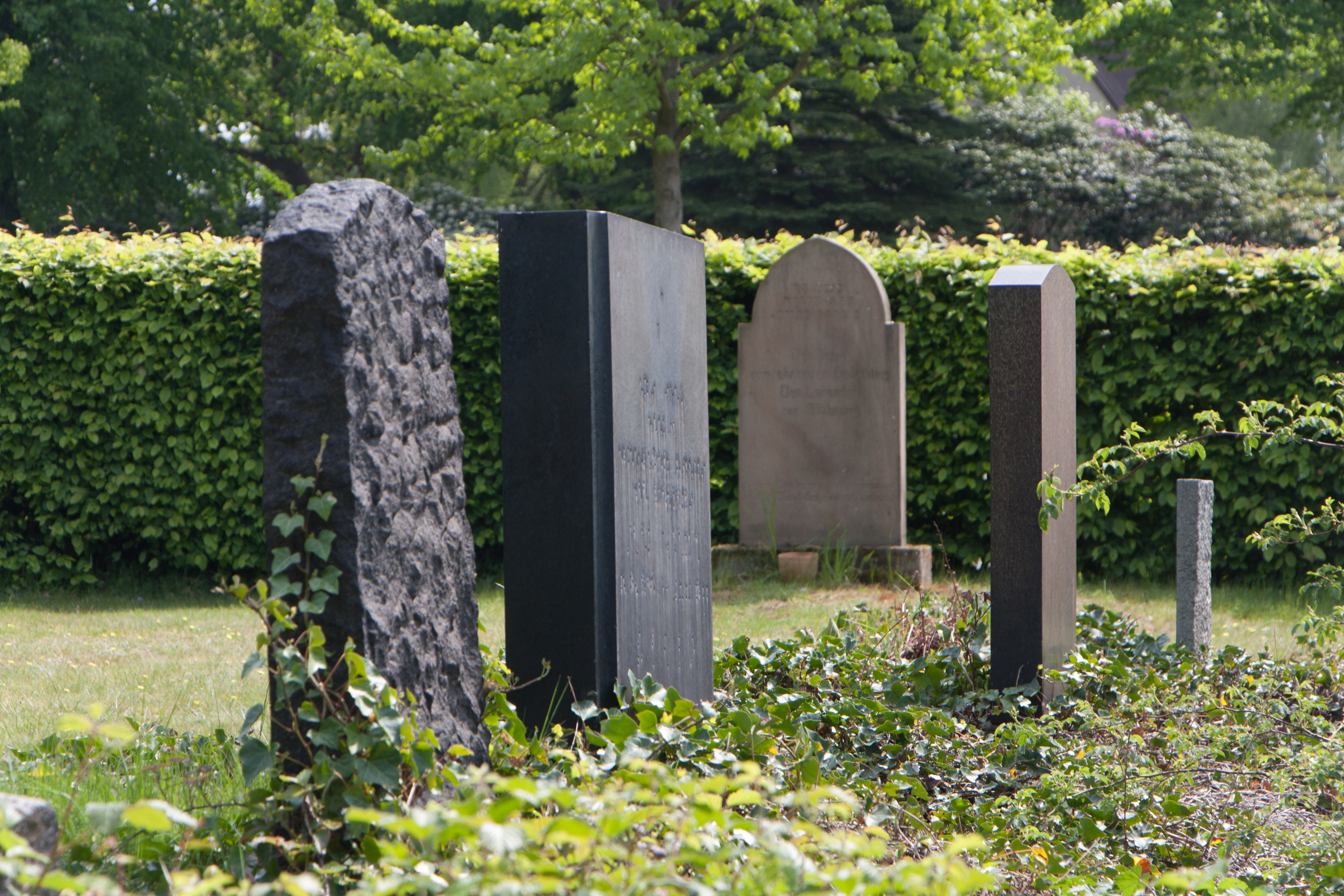
Jüdischer Friedhof Gladbeck (Mai 2020)

Der jüdische Friedhof in der Stadt Gladbeck im Kreis Recklinghausen in Nordrhein-Westfalen ist Teil des Kommunalfriedhofs an der Feldhauser Straße und liegt dort in der Nordwest-Ecke, dicht an der Konrad-Adenauer-Allee. Es sind acht jüdische Grabsteine erhalten.

## Geschichte
Der Friedhof wurde von 1908 bis 1937 belegt, es sind 31 Beerdigungen verzeichnet. Im Jahr 1929 wurde der Friedhof geschändet. Während der Zeit des Nationalsozialismus wurde der Begräbnisplatz zerstört, zahlreiche Grabsteine wurden zertrümmert. Die noch vorhandenen Grabsteine wurden nach 1945 wieder aufgestellt und durch ein Mahnmal ergänzt.
Im Dezember 1990 wurde der Friedhof erneut geschändet. Das 432 m² große Areal mit den heute noch vorhandenen acht Grabsteinen wurde im Jahr 2000 unter Denkmalschutz gestellt.